# Ilse DeLange
Ilse DeLange, (født Ilse Annoeska de Lange) (født 13. maj 1977 i Almelo, Nederlandene), er en country-/popsangerinde og forsanger i The Common Linnets.
DeLange vandt i 1998, 2001, 2004 og 2009 en Edison award og hendes albummer har atten gange opnået platin.

## Karriere
DeLange startede sin karriere i en alder af otte som playbackartist, som hun vandt flere konkurrencer med, blandt andet med en efterligning af Toon Hermans. Efter at have skiftet til liverepertoire fik hun via regionale og nationale talentshows opmærksomhed fra diverse medier i Mediaparken Hilversum, som gav hende mulighed til et par tv-optrædener. Med guitarist Joop van Liefland dannede hun en duo, hvormed hun tog sine første skridt på countryvejen.
I 1994 optrådte DeLange for den nederlandske Country Music Awards. På trods af positive reaktioner skete der alligevel ikke meget; hun kom dog i kontakt med repræsentanter for pladeselskabet Warner Music, men det tog stadig flere års forhandlinger, før hun fik en kontrakt. Samme år deltog hun i "Zangfestival der Onbekenden" i Eindhoven. Hendes præstation blev tildelt første pladsen, en pokal og et gavekort til en demo-indspilning.

### Gennembrud
I 1996 sang DeLange med lejlighedsgruppen Wij, der udgav singlen De oorlog meegemaakt. I 1998, nu som del af gruppen Cash On Delivery, tog hun til Nashville (USA) for, under ledelse af topproducer Barry Beckett, at indspille albummet World of Hurt. Fordi hun i Country-musikkens hovedstad måtte optage en country-cd, blev hun også kendt i Nederlandene. Sin debut single I'm not so tough sang hun for første gang på tv i et show af Paul de Leeuw. Albummet blev en kæmpe succes i Nederlandene og af hendes debutalbum blev der internationalt solgt 450.000 eksemplarer. I Nederlandene modtog DeLange i 1999 en TMF Award og en Edison music award.
1999 var også året, hvor DeLange udgav et livealbum: Dear John, en registrering af en Marlboro Flashback-mini-tour af samme år, hvor hun sang sange af John Hiatt på sin egen måde. Cd'en opnåede hurtigt platin. Herefter fløj DeLange igen til USA for at arbejde på sit andet album. I næsten et års tid har der været stille omkring DeLange, og først i midten af år 2000 dukkede de første rygter om et nyt album op. I oktober udgav hun så singlen Livin' On Love, som forløber for det nye album med samme titel, der udkom i november. Dette album blev mere pop-/rockagtigt og skubbede country-musikken lidt til baggrunden. På trods af markedsføring var albummet ikke nær så populært som World of Hurt og kom ikke højere op end femtepladsen.
I begyndelsen af 2001 startede DeLange med Livin' On Love Tour med koncerter i blandt andet en masse teatre og koncertsale i landet. I mellemtiden arbejdede hun på et gennembrud i USA. World of Hurt ville i første omgang være blevet udgivet, men de pladeselskabet syntes at albummet var for forældet til udgivelse. Håbet gjaldt så det nye album Livin' On Love. Af ukendte årsager blev cd'en ikke udgivet, sandsynligvis dog fordi de amerikanske pladeselskaber ikke syntes om  albummets sound. Efter alt dette brød DeLange sine kontakter med USA og besluttede at fokusere på Benelux-landene.
DeLange vandt en Edison for bedste nederlandske kunstner i 2001. På grund af alle de forretningsmæssige betingelser blev sangeren overbebyrdet. Under en forestilling i Paradiso (Amsterdam) fik hun problemer med sin stemme og fortalte publikum, at hun ikke havde kræfter til at fortsætte. Et varmt bifald var resultatet. Efter lægens råd måtte hun have et par uger hvile på grund af et træt stemmebånd. Et par måneder senere på året, optrådte hun på Parkpop.
I marts 2002 rejste DeLange med partneren Bart Vergoossen ni måneder til Amerika for at arbejde på et nyt album. Nu havde hun selv tøjlerne i hænderne. I april 2003 udkom hendes nye album med titlen Clean Up, et album med pop-/rocksound og meget selvbiografiske tekster, alle skrevet af sangeren selv. DeLange var meget glad for den nye plade, og på trods af den nye sound blev albummet hurtigt en succes. Hun bidrog også til en cd til fordel for War Child. Til koncerten Friends For Warchild sang DeLange sammen med Trijntje Oosterhuis og Jacqueline Govaert en række Beatles numre. I oktober kom et opsamlingsalbum på markedet: Her Er jeg - 1998/2003. Dette album opnåede guld.

### Pause
I begyndelsen af 2004 blev den nederlandske del af pladeselskabet Warner Music opløst, og dermed stod DeLange uden en pladekontrakt. Kort tid efter modtog hun en Edison for Clean Up. I april samme år arbejdede DeLange på en single med den italienske sanger Zucchero. Sangen blev kaldt Blue, men blev kun et beskedent hit. På grund af problemer med ledelsen, blev det mere stille omkring sangeren. Om en ny pladekontrakt var ikke noget kendt, men DeLange angav at hun var travlt beskæftiget med sin fremtid. Ved udgangen af 2005 tog DeLange (uden ny album) igen på turné gennem landet. Næsten alle koncerter på denne turné var hurtigt udsolgt.

### Højdepunkter

#### The Great Escape
I mellemtiden blev der i Amerika, sammen med top-producer Patrick Leonard, arbejdet hårdt på en ny plade. Dette album, The Great Escape, blev den 16. juni 2006 udgivet. Den eponyme single blev udgivet i slutningen af maj. Albummet var allerede guld da den blev udgivet, og den blev i august 2006 platin (70.000 solgte eksemplarer). I september fulgte den anden single, The Lonely One. Albummet sørgede for at DeLange i oktober 2006 fik hendes anden TMF Award. I løbet af Marco Borsatos koncertserie Symphonica i Rosso i GelreDome i Arnhem optrådte DeLange flere gange som en særlig gæst. I december har hun lavet en miniturné gennem Nederlandene, hvor alle forestillinger hurtigt var udsolgt. Fra februar 2007 blev den tredje single fra albummet, balladen I Love You, lagt i butikkerne. Det var også den måned at DeLange meddelte at hun for første gang ville have sin egen koncert uden support-act på 5. april 2007 i Heineken Music Hall te Amsterdam på grund af alt den succes, der omgav den nyeste album. Fordi billetter til denne koncert, så hurtigt var udsolgt, blev det hurtigt besluttet at tilføje 4. april også. I juni udkom den fjerde single Reach For The Light fra albummet The Great Escape. Fordi singlen kun kun blev udgivet som betalt download nåede den ikke hitlisterne. Den 26. oktober udgav DeLange en ny live-album, Live, som var liveoptagelse af sine koncerter i Heineken Music Hall i Amsterdam, tidligere på året. Sangen The Great Escape blev senere udgivet i en trance remix af DJ Armin van Buuren. DeLange optrådte med denne single sammen med Van Buuren foran et live-publikum i Ahoy Rotterdam i løbet af hans ni-og-en-halv time lange sæt, Armin Only.

#### Incredible
I mellemtiden var sangeren også travlt beskæftiget med forberedelserne til et nyt album. Siden 20. februar 2008 forblev hun i den svenske havneby Göteborg, hvor hun både skrev og indspillede sangene. I England, hvor hun arbejdede med sangskrivere, der har bidraget til debutalbummet af James Morrison.

#### TitelsangenBride Flight
I juni 2008, blev det annonceret, at DeLange ville skrive titlen sangen Mirakel  (sammen med Sacha Skarbek), og at hun ville synge den i det romantiske drama Bride Flight. Medvirkende var blandt andet Rutger Hauer, Willeke van Ammelrooy og Waldemar Torenstra.

#### So incredible
Den 3. september 2008 besøgte DeLange flere radiostationer for at synge sin nye single, som skulle udkomme den 19. september 2008. Videoen til singlen optog hun sammen med Jake Davis i Los Angeles. So incredible nåede 1. november 2008 førstepladsen i Single Top 100 som var hendes første nummer 1-hit.
I 2016 blev So incredible sunget af et af sangtalenterne i The Voice Kids, hvor hun var en af dommerne. Kandidaten gik ikke videre, men DeLange trøstede hende ved at synge sammen med hende.
Efter to års venten udkom hendes nye album Incredible den 17. oktober 2008. I RTL Boulevard (RTL 4) fik DeLange den 11. november 2008 en guldplade for albummet. Kort tid efter var der solgt 60.000 eksemplarer og modtog derfor også en Platinplade. Den anden single fra albummet Incredible  var Miracle, titelsangen til filmen Bride Flight. Singlen nåede førstepladsen i De Nederlandse Top-40. Også denne sang blev sunget i The Voice Kids. Dette talent fik alle dommerne til at skifte mening, og ikke overraskende vælge hun for DeLange.
Den tredje single var Puzzle Me og den fjerde var We're Alright.

#### Next to me
Den 27. august 2010 udgav hun sit nye album, og ved siden af et album med otte nye sange og et mini-album. Det blev indspillet i Nashville, Tennessee. Singlen Next to me fra det nye album udkom den 14. juli 2010. Snart efter udgivelsen stod den højt på listen på den nederlandske iTunes Store. Albummet fik hurtigt guldstatus.

#### Ufærdigt album
I 2011 tog DeLange igen chancen (på grund af hendes drøm som kunstner at få fodfæste i USA) med producer Matthew Wilder for at finde en sound der måske lå lidt længere væk fra hende, men på samme tid nemmere kunne måle sig med hits fra USA. DoLuv2LuvU dukkede op i slutningen af 2011. Doluv2luvu var også temasangen for Serious Request 2011, der samtidig blev udnævnt til 3FM mega-hit.
Albummet blev i januar 2012, på grund af at DeLanges fars død, lagt på is. DeLange havde annulleret flere af sine aftaler for sin fars skyld. Ved udsættelse af sit arbejde og tabet af sin far blev udgivelsen af albummet til sidste aflyst. Efter hendes fars død, var DeLange ikke længere i stand til at finde sig selv i det seneste albums sound og begyndte forfra.
Hun lavede et album, der lå tættere på hendes følelser. Albummet blev udgivet i september 2012. Albummet Eye of the hurricane blev kort tid efter udgivelsen belønnet med en guldplade. Den første single Hurricane blev et Top 10-hit. Efterfølgeren Winter of love, gjorde det mindre godt, men albummet fortsatte med at sælge godt. Udgivelsen af albummet blev også fejret med en koncert i GelreDome i Arnhem. Denne koncert var oprindelig planlagt i marts 2012, men blev på grund af DeLanges fars sygdom udsat til september.

#### The voice of Holland og The Voice Kids
Fra fjerde sæson (2013) er DeLange coach i tv-programmet The Voice of Holland. I sæson 4 fik hun anden pladsen som coach med talentet Mitchell Bruning. Ilse blev i 2016 også coach for den yngre version af The Voice, The Voice Kids. Hendes elev Esmée Schreurs vandt denne sæson. Også i sæson 6 og 7 er hun coach hos The Voice Kids. I 2018 blev der meddelt, at Ilse ville tilslutte sig som coach for den nye The Voice format, The Voice Senior.

#### Eurovision song contest 2014
Sammen med Waylon repræsenterede DeLange med lejlighedsduoen The Common Linnets Nederlandene ved Eurovision song contest i 2014 i Danmark. I første omgang havde hun slet ikke lyst til at deltage, men ved deltagelse af Anouk ved Eurovision song contest 2013 ændrede hun mening. Med country/bluegrass melodien Calm After the Storm blev The Common Linnets nummer 2 efter Østrig. Det var det bedste resultat i årtier for Nederlandene.
Sangen Calm After the Storm blev et Europæisk hit med top-10 resultater i Belgien, Tyskland, Schweiz, Østrig, Spanien, Danmark og det Forenede Kongerige. Samt debut album af The Common Linnets; albummet, der blev udgivet kun to dage før den store finale i melodigrandprix, gik alene i Nederlandene inden for en uge 50.000 gange over disken. CD'en sørgede for, at flere store albummer fra blandt andre Michael Jackson og Coldplay ikke kunne få første pladsen i albumhitlisten. I slutningen af juli var der på verdensplan solgt over 150.000 eksemplarer af The Common Linnets, god for tredobbelt platin. I oktober blev både singlen og albummet belønnet med guld i Tyskland og Østrig. The Common Linnets har desuden i 2015 vundet en EBBA Award.

## Diskografi
| - 1998 – I'm Not So Tough - 1998 – World of Hurt - 1998 – I'd Be Yours - 1999 – When We Don't Talk - 2000 – Livin' on Love - 2001 – I Still Cry - 2002 – Shine (med Rosemary's Sons) - 2003 – No Reason To Be Shy - 2003 – Before You Let Me Go (med Kane) - 2003 – Wouldn't That Be Something - 2004 – All The Answers - 2005 – Blue (med Zucchero) - 2006 – The Great Escape - 2006 – The Lonely One - 2007 – I Love You - 2007 – Reach for the Light - 2008 – So Incredible - 2009 – Miracle - 2009 – Puzzle Me - 2009 – We're Alright - 2010 – Next to Me - 2010 – High Places - 2010 – Beautiful Distraction - 2011 – Carousel - 2011 – DoLuv2LuvU (Do Love To Love You) - 2012 – Without You (akustisk) - 2012 – Hurricane (Ilse DeLange) - 2012 – Winter Of Love - 2013 – We Are One - 2013 – Blue Bittersweet | - 1998 – World of Hurt - 2000 – Livin' on Love - 2003 – Clean Up - 2006 – The Great Escape - 2008 – Incredible - 2010 – Next to Me - 2012 – Eye of the Hurricane - 1999 – Dear John - 2007 – Live - 2009 – Live in Ahoy - 2011 – Live in Gelredome - 2012 – Live in Gelredome 2 - 2003 – Here I Am - 2013 – After The Hurricane - Greatest Hits & More |

## Priser
- Edison - Sanger national (bedste kvindelige kunstner) - 1998, 2001, 2004 og 2009
- Edison - for Bedste gruppe/kunstner(e), år 2001
- 3FM Awards - DeLange har vundet i alt 6 3FM Awards.
- 15. april 2007 vandt Ilse DeLange 3FM Award for bedste kvindelige sanger
- DeLange modtog den 27. oktober 2007 dobbelt platinum musikpris tildelt af Paul de Leeuw
- 29. januari 2008 vandt DeLange en Gyldne Harp som blev hun modtog på den 5. marts under Harpen Gala. DeLange optrådte sammen med Metropole Orchestra under ledelse af Jurre Haanstra
- På 1. januar 2009 vandt DeLange en 3FM Mega Award. De modtog prisen af Bart Arens præsenteret i jaarlijst af 3FM Mega Top 50
- Schaal van Rigter (Rigterskaleen) - So incredible var det mest spillede sang på radiostation 3FM i 2008. Hun modtog prisen den 21. april 2009 præsenteret af Giel Beelen. Og så fik hun ved 3FM Awards, priserne for bedste sanger, bedste single og bedste album
- Gouden Notekraker 2009 - Den Gyldne nøddeknækkeren pris er en pris fra kolleger til kolleger i branchen. Det er et initiativ fra Stichting Naburige Rechtenorganisatie voor Musici en Acteurs (NORMA) og Stichting ter Exploitatie van Naburige Rechten (SENA)
- DCMA Award for 'Best female vocalist 2009'
- DeLange modtog en TMF Award for "Beste Live Act 2009'
- April 15. april 2010 vandt DeLange en 3FM Award for bedste popkunstner
- På 2. oktober 2011 fik DeLange den Edisonpublieksprijs for hendes single Next to me, i kategorien "Bedste sang"
- 12. april 2012 fik DeLange en 3FM Award for "Bedste Sanger'
- På 5. februari 2014 fik DeLange den 100% NL Award for 'Årets Kunstner'
- 17. januari 2015 fik DeLange sammen med The Common Linnets Popprijs 2014
- 9. april 2015 fik DeLange 3FM Award for "Bedste kvindelige Sanger"
- På 6. januari 2016 vandt Ilse DeLange og JB Meijers en Musical Award for bedste musik/arrangementer for deres bidrag til musical De Tweeling.
- DCMA Award for 'Bedste kvindelige sanger 2017'

## Eksterne link
- Wikimedia Commons har flere filer relateret til Ilse DeLange
- Ilse DeLange på Allmusic
- Ilse DeLange på Discogs
- Ilse DeLange på MusicBrainz
- Ilse DeLange på Last.fm
- Ilse DeLange på Myspace
- Officiel hjemmeside (nederlandsk/hollandsk)
- Billeder og musik Arkiveret 19. marts 2018 hos  Wayback Machine på Muziekencyclopedie (nederlandsk/hollandsk)
- Nederlandse Top 40 (Singler) (nederlandsk/hollandsk)
- Nederlandse Top 100 (Albummer) (nederlandsk/hollandsk)